# Рупанко
Рупанко (ісп. Lago Rupanco) — озеро в провінції Осорно регіону Лос-Лагос, Чилі.

## Географія

Озера Ранко, Пуєуе, Рупанко, Янкіуе та інші озера регіону Лос-Лагос

Є сьомим за величиною озером Чилі (площа озера становить 223 км²). Озеро лежить у Центральній долині в передгір'ях Анд на висоті 141 метр, при максимальній глибині озера у 350 метрів його дно частково лежить нижче рівня океану. Поблизу озера височить згаслий вулкан Пунтіагудо. З півдня в озеро вдається півострів Іслоте. Витікає річка Рауе.